# 30158 Mabdulla
30158 Mabdulla è un asteroide della fascia principale. Scoperto nel 2000, presenta un'orbita caratterizzata da un semiasse maggiore pari a 2,9699100 UA e da un'eccentricità di 0,1316862, inclinata di 1,95300° rispetto all'eclittica.